# Tony Benshoof
Tony Benshoof (né le 7 juillet 1975 à Saint Paul) est un lugeur américain.

## Carrière
Il entre en équipe nationale en 1994, et obtient l'année suivante deux médailles aux Championnats du monde juniors. 
Le 16 octobre 2001, lors d'une manche de Coupe du monde disputée à Park City, il fait son entrée dans le Livre Guinness des records pour avoir atteint la vitesse la plus élevée de l'histoire sur une piste de luge, soit 139,39 km/h. En 2002, il se qualifie pour ses premiers Jeux olympiques qui se déroulent à domicile mais ne termine qu'à la dix-septième place. Quatre ans plus tard, il obtient son meilleur résultat olympique lors des Jeux de Turin, avec une quatrième place, échouant à 153 millièmes de la médaille de bronze.
Il annonce la fin de sa carrière en 2011, en raison notamment de problèmes au dos dont il n'a pas bien réussi à s'en remettre. Tony Benshoof a ensuite intégré le staff technique de l'équipe américaine de luge, et occupe ce poste encore durant la saison 2013-2014.

## Palmarès

### Championnats du monde
- Médaille d'argent de l'épreuve mixte par équipes en 2004 à Nagano
- Médaille d'argent de l'épreuve mixte par équipes en 2005 à Park City
- Médaille de bronze de l'épreuve mixte par équipes en 2001 à Calgary

### Coupe du monde
- Meilleur classement en simple : 3e en 2006
- 23 podiums (12 en individuel et 11 par équipes dont 2 victoires)